# Rudolf Schnackenburg
Pour les articles homonymes, voir Schnackenburg (homonymie).
Rudolf Schnackenburg, né le 5 janvier 1914 à Kattowitz (Silésie) et mort le 28 août 2002 à Wurtzbourg, est un prêtre catholique allemand, bibliste et théologien. Spécialiste du Nouveau Testament, en particulier de l'Évangile selon Jean, il a été membre de la Commission théologique internationale et président de la Studiorum Novi Testamenti Societas.
Benoît XVI le considère comme « probablement l'exégète catholique de langue allemande le plus significatif de la seconde moitié du XXe siècle ».

## Hommages et distinctions

### Mélanges offerts
- Joachim Gnilka, ed., Neues Testament und Kirche : Festschrift für Rudolf Schnackenburg [zum 60. Geburtstag am 5. Januar 1974 von Freunden und Kollegen gewidmet] (Freiburg 1974)
- Helmut Merklein, ed., Neues Testament und Ethik : [Festgabe] für Rudolf Schnackenburg (Freiburg 1989)

### Distinctions
- Commandeur de l'ordre du Mérite de la République fédérale d'Allemagne

## Publications

### En langue allemande
- Das Evangelium nach Markus, 2 vols. (Düsseldorf)
- Matthäusevangelium, 2 vols. (Die Neue Echter Bibel; Würzburg)
- Das Johannesevangelium, 4 vols. (Herders theologischer Kommentar zum Neuen Testament 4; Freiburg)
- Der Brief an die Epheser (Evangelisch-Katholischer Kommentar zum Neuen Testament 10; Düsseldorf)
- Die sittliche Botschaft des Neuen Testaments (Herders theologischer Kommentar zum Neuen Testament, Supplementband 2; Freiburg 1986–1988), vol. 1: Von Jesus zur Urkirche, vol. 2: Die urchristlichen Verkündiger
- Der Jesusweg: Meditationen zum lukanischen 'Reisebericht' (Stuttgarter Taschenbücher 4; Stuttgart 1990)
- Gott hat seinen Sohn gesandt: Das Weihnachtsgeheimnis (Freiburg 1990)
- Die Person Jesu Christi im Spiegel der vier Evangelien, new edition (Herders theologischer Kommentar zum Neuen Testament, Supplementband 4; Freiburg 1998)
- Freundschaft mit Jesus (Freiburg 1995)
- Predigt in der Gemeinschaft Sant’Egidio (Würzburg 2003)
- Die Bergpredigt: Utopische Vision oder Handlungsanweisung? (Düsseldorf 1984)

### En langue française
- L'Église dans le Nouveau Testament. Réalité et signification théologique. Nature et mystère de l'Église, éditions du Cerf, 1964[2]
- Règne et royaume de Dieu : Essai de théologie biblique, traduit de l'allemand par René Marlé, sj., éd. de l'Orante, 1965
- Présent et futur, éditions du Cerf, 1976  (ISBN 9782204037549)